# Paul Poisson de Bourvallais
Pour les articles homonymes, voir Poisson (homonymie).
Paul Poisson de Bourvallais (mort le 6 février 1719) est un financier français du début du XVIIIe siècle. Il joue un rôle important à la fin du règne de Louis XIV.

## Biographie
Fils d'un notaire de Laval, il est d'abord laquais du traitant Thévenin, puis d'un marchand de bois, et enfin retourne dans son pays, où il est remarqué par Louis Phélypeaux de Pontchartrain (1643-1727), alors premier président du parlement de Bretagne (1677-1687) et futur secrétaire d'État à la Marine puis à la Maison du Roi et Contrôleur général des Finances (en 1689-1699). Cette précieuse relation lui a ouvert de nombreuses portes.[réf. nécessaire]
Pontchartrain l'amena à Paris, et en fit un piqueur aux travaux du pont Royal, et, tout aussitôt, le lança dans les traités, où il s'enrichit assez pour épouser une demoiselle de compagnie, filleule de la marquise de Sourches, Marie-Suzanne Guyon, dame de Maudinet, Longuebois, Larchet, des châtellenies, terres, fiefs et seigneuries de La Freslonnière, Bellesaule, Le Creux, Ponthouin, en Panon, et autres lieux.
Bourvallais devient ensuite un riche « traitant » et l'acquéreur en 1695 d'un office de secrétaire du Roi, Maison et Couronne de France, charge anoblissante (la fameuse « savonnette à vilain »), puis secrétaire du conseil royal des finances, modèle du Turcaret de Lesage. 
Il était associé à Jean Bonaventure Le Lay de Villemaré (1660-1743) dans de nombreuses affaires et dans la ferme des biens du prince de Condé, en Berry, dans les années 1703-1709 et dans celle du comte de Pontchartrain en 1712. Les deux hommes était voisins sur la place Vendôme, appelée alors la place de Louis-le-Grand, où Paul Poisson de Bourvallais fait construire au numéro 13, en 1706, le somptueux hôtel de Bourvallais.
Lorsque Louis XIV crée en 1701 une charge de receveur du domaine et des bois, il l'octroie à une compagnie de financiers qui comprenait trois autres secrétaires du Roi, dont Paul Poisson de Bourvallais et plusieurs autres financiers du royaume. En 1710, est créé pour lui, moyennant deux cent mille écus (1,2 million de livres), une charge de garde des archives et minutes du Conseil.
Il fait achever les travaux du château de Champs-sur-Marne, qu'il rachète en 1703, après qu'il a été confisqué à Charles Renouard de La Touanne (†1704), trésorier de l'Extraordinaire des guerres. Ce dernier avait fait appel aux architectes Pierre Bullet et Jean-Baptiste Bullet de Chamblain en 1699 pour lui construire une nouvelle demeure, mais il fait banqueroute et les travaux sont arrêtés.
Son opulence, ses palais, dont un hôtel particulier place des Victoires, ses quinze seigneuries, qui couvraient une partie de la Brie, ses dix ou douze charges le désignèrent à la vindicte publique au moment des famines de 1709, puis en 1715, quand le Trésor révéla être au bord de la banqueroute.
Dans le cadre de l'opération du visa, Paul Poisson de Bourvallais est accusé de malversations et la Chambre de justice, dirigée par le duc Adrien Maurice de Noailles le sanctionne en 1716 et met ses biens sous séquestre ; il meurt deux ans plus tard. Il doit à ce moment-là se défaire du château de Champs-sur-Marne selon le duc de Saint-Simon dans ses Mémoires, à l'arrivée du Régent Philippe d'Orléans : « Bourvallais, un des plus riches traitants et des plus maltraités par la chambre de justice, fut dépouillé d'une superbe maison de campagne à Champs qu'il avait rendue charmante et que d'une maison de bouteille, il avait fait chef-lieu d'une grande et belle terre à force d'acquisitions. ».
Le château est alors vendu à la princesse de Conti, dont le fils, Louis-Armand fera en 1720 échec au système de Law. Bourvallais, ayant payé son amende, put faire lever les scellés et reprendre le cours de ses affaires en son hôtel de la place des Victoires, où il finit ses jours six mois plus tard.